# Hovawart
De hovawart is een hondenras.

## Geschiedenis
De hovawart ontstond in het begin van de 20e eeuw in Duitsland. Kurt Friedrich König en zijn vader Bertram König begonnen in 1922 uit de typische boerenhond, door inkruising met newfoundlanders, leonbergers, Duitse herders, kuvaszs en een Afrikaanse wilde hond, een langharige hond met hangende oren te fokken.
In 1937 werd de hovawart als ras erkend.

## Uiterlijk
De hovawart is een langharige hond met hangende oren. De vachtkleuren beperken zich tot drie hoofdkleuren: blond, zwart-blond (betekent zwart met bruine aftekeningen) en zwart. De verdeling binnen het ras bedraagt 60% zwart-blond, 30% blond en 10% zwart. De blonde lijkt veel op de golden retriever. Behalve bij een blond-blondkruising kunnen alle kleuren binnen een paring in de puppy's ontstaan. De schofthoogte van een reu bevindt zich tussen de 63 en 70 cm en van een teef tussen 58 en 65 cm. Het gewicht is voor zowel reuen als teven 25-40 kilo.
Affenpinscher ·
Aidi ·
Anatolische herder ·
Appenzeller sennenhond ·
Argentijnse dog ·
Berner sennenhond ·
Bordeauxdog ·
Boxer ·
Broholmer ·
Bullmastiff ·
Ca de Bou ·
Cane corso ·
Cão da Serra da Estrela ·
Cão de Castro Laboreiro ·
Centraal-Aziatische owcharka ·
Cimarrón Uruguayo ·
Ciobanesc Romanesc de Bucovina ·
Deens-Zweedse boerderijhond ·
Dobermann ·
Dogo Canario ·
Duitse dog ·
Duitse pinscher ·
Dwergpinscher ·
Dwergschnauzer ·
Engelse buldog ·
Entlebucher sennenhond ·
Fila brasileiro ·
Grote Zwitserse sennenhond ·
Hollandse smoushond ·
Hovawart ·
Kaukasische owcharka ·
Kraški ovčar ·
Landseer ECT ·
Leonberger ·
Mastiff ·
Mastín del Pirineo ·
Mastín español ·
Mastino napoletano ·
Middenslagschnauzer ·
Newfoundlander ·
Oostenrijkse pinscher ·
Pyrenese berghond ·
Rafeiro do Alentejo ·
Riesenschnauzer ·
Rottweiler ·
Šarplaninac ·
Shar-pei ·
Sint-bernard ·
Tibetaanse mastiff ·
Tornjak ·
Tosa ·
Zwarte Russische terriër